# Peucetia viridans
La araña lince verde  o araña dálmata (Peucetia viridans) es un arácnido perteneciente a la familia Oxyopidae, del orden Araneae. Es una araña pequeña de color verde, que vive cazando sus presas sobre la vegetación de diversos ecosistemas de zonas abiertas, a bosques templados y zonas urbanas. Se distribuye de EE.UU. a Centroamérica.

## Clasificación y descripción
Esta especie fue descrita por Hentz en 1832, originalmente bajo el nombre Sphasus viridans. El nombre de la especie proviene de la palabra latina “viridans” presente participio de “viridō” que significa verde, en la descripción original se hace referencia a la coloración del organismo. 
Es una araña perteneciente a la familia Oxyopidae, del orden Araneae. Esta araña no es nada venenosa pero no suele picar a menos que se sienta amenazada. La coloración es en general verde, con puntos negros en las patas; el abdomen es alargado y generalmente presenta líneas blancas. Algunas variedades de esta especie presentan una coloración roja en los fémures y líneas rojas en el carapacho así como detalles rojos en el abdomen. Cuentan con ocho ojos en disposición en forma de diamante. Es considerada un buen agente biológico de control de plagas. Su comportamiento es deambulante, debido principalmente a que anda en busca de presas, sus hábitos son nocturnos. Una peculiaridad de esta especie es que, bajo luz ultravioleta, presenta cierta fluorescencia.

## Distribución
Es de amplia distribución, se tiene registro de ella en las Antillas, Estados Unidos hasta Centroamérica, pasando por México y Venezuela.

## Ambiente
Es de ambiente terrestre. Hay una gran variedad de hábitats en los que se le ha registrado, se le puede hallar en vegetación baja.

## Estado de conservación
Hasta el momento en México no se encuentra en ninguna categoría de protección, ni en la Lista Roja de la IUCN (International Union for Conservation of Nature) ni en CITES (Convención sobre el Comercio Internacional de Especies Amenazadas de Fauna y Flora Silvestres).